# Upsahl
Taylor Upsahl (Phoenix, Arizona; 28 de noviembre de 1998), más conocida por su nombre artístico Upsahl, es una cantante, compositora y corista estadounidense. Su debut profesional como solista fue con la canción  de 2020 "Drugs" siendo una de las canciones más populares a mediados del 2021.

## Primeros años
Originaria de Phoenix, Arizona, Upsahl es hija de Mike Upsahl, un veterano de las giras que incluyen Surf Through Death, High Horse y el grupo post-hardcore Stereotyperider. Su abuela y su abuelo eran maestros de música, y comenzó a tocar el piano y la guitarra a la edad de cinco años. Upsahl escribió sus primeras canciones como estudiante de sexto grado y, usando su nombre completo, comenzó a autolanzar más música de mentalidad acústica a los 14.

## Carrera
```
Lanzó su primer sencillo pop, 
"Can You Hear Me Now"
 en 2017 como UPSAHL, desde ahí fue conocida en partes de Estados Unidos y 
Europa
 por sus composiciones con un estilo que une la alternativa pensativa para adultos y el pop juguetón.
[
2
]
[
3
]
```

El 8 de marzo de 2019 lanzó su primer proyecto musical EP llamado Hindsight 20/20, junto con su sencillo Drugs.
En 2020, Taylor lanzó 12345SEX con la que se combietio en la artista número 1 de USA en su canal de música en YouTube, este sería su sencillo debut. También compuso y realizó segunda voz a la canción llamada Good in bed de la cantautora británica Dua Lipa
El 19 de febrero de 2021, hizo una colaboración con Mike Shinoda, integrante de la banda Linkin Park para la canción "Happy Endings", misma canción que tendría un video musical en YouTube el 11 de marzo del mismo año.

## Discografía

### Álbumes de estudio
- 2021: Lady Jesus

### EP
- 2019: Hindsight 20/20
- 2020: Young Life Crisis
- 2022: Sagittarius

### Apoyo
- Good in Bed (Future Nostalgia) de Dua Lipa (2020) - Compositora y corista
- Money On My Mind con Absofacto (2020)
- " Kiss My (Uh Oh)" de Anne Marie ft. Little Mix (2021) - [Compositora]

## Giras musicales

### 12345SEX TOUR
En 2020 anunció su próxima gira musical por Estados Unidos, la gira se llamara 12345SEX TOUR y dio inicio el 15 de diciembre en Arizona.

### Apariciones
- Corista y artista invitada, en la gira de cantante estadounidense Two Feet, dará 8 shows junto a él y a su banda.[6]
- Modelo, junto Yungblud  a principios de 2020 en revista estadounidense.[1]
- Corista en gira de Yungblud.
- Artista invitada, en la gira Portals Tour de la cantante estadounidense Melanie Martínez.